# Nieznośna dziewiątka

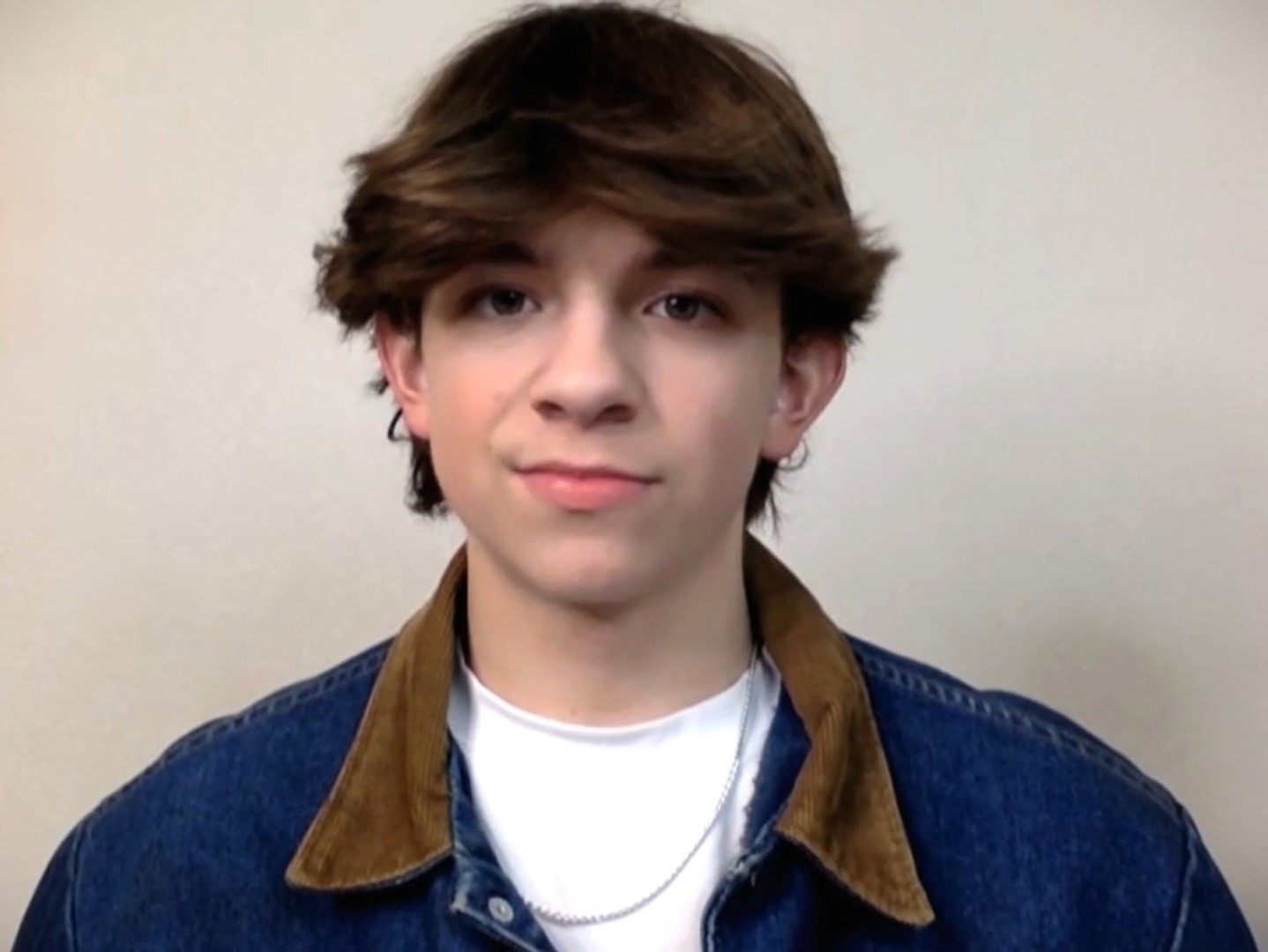
Winslow Fegley jako Andy w filmie Nieznośna dziewiątka

Nieznośna dziewiątka (ang. The Naughty Nine) – amerykańska komedia przygodowa, a także film familijny i fantasy z 2023 roku w reżyserii Alberto Belliego. Scenariusz napisali Jed Elinoff i Scott Thomas.

## Fabuła
W bożonarodzeniowy poranek nastoletni Andy (Winslow Fegley) zostaje bez prezentu od Świętego Mikołaja (Danny Glover). Uświadamia sobie, że musiał trafić na listę niegrzecznych dzieci. Uważa, że został niesprawiedliwie potraktowany. Zbiera grupę ośmiu innych łobuziaków bez podarków, aby pomogli mu w przeprowadzeniu skomplikowanego planu. Zamierza zorganizować wyprawę na biegun północny do wioski Świętego Mikołaja, by zdobyć prezenty, które ich ominęły. W trakcie podróży dzieci zdają sobie sprawę, że w inny sposób mogą wymazać swoje nazwiska z niechlubnej listy.

## Produkcja
Zdjęcia do filmu były kręcone w Montrealu, Kanada, m.in. w dzielnicy Pointe-Claire, gdzie grupa produkcyjna rozbiła obóz. Niektóre kluczowe fragmenty były nagrywane w ogrodach Avenue de Killarney w marcu 2022 roku. Ekipa filmowa pokryła trawiasty zielony teren na środku ulicy warstwą żwiru, aby przekształcić go w prowizoryczny parking dla dużych ciężarówek i przyczep.

## Obsada
- Danny Glover – Święty Mikołaj
- Derek Theler – Bruno
- Winslow Fegley – Andy
- Lindura – nauczyciel
- Deric McCabe – Jon Anthony
- Jessica Grossi – Elf Singer
- Adria De La Parra – Elf Singer
- Cihang Ma – Elf strażnik bramy
- Madilyn Kellam – Laurel
- Clara Stack – Rose
- Randal Edwards – Jason
- Leonidas Castrounis – elf Kevin
- Camila Rodríguez – Dulce
- Ayden Elijah – Albert
- Mike Chute – Elf Captain
- Anthony Joo – Lewis
- Brittany Charlotte Smith – Linda
- Imogen Cohen – Ha-Yoon
- Hudson Robert Wurster – Szczęśliwy uczeń
- Stuart Fink – Szef ochrony elfów
- Dakota Jamal Wellman – Customer Pop-Up
- Jean-Michel Dieket – Tancerz
- Mélanie Dumais – Tancerka conga
- Zeshaun Saleem – Pracownik lotniska[6]

## Polski dubbing[7]
Dystrybucja: Iyuno Media Group
Reżyseria: Wojciech Urbański
Dialogi: Natalia Gawrońska
Nagranie dialogów: Magdalena Więsław
Kierownik produkcji: Hanna Nowakowska
Lektor: Jakub Urlich
Produkcja polskiej wersji językowej: Disney Character Voices International, Inc.

### Obsada dubbingu
- Zbigniew Konopka – Święty Mikołaj
- Tomasz Błasiak – Bruno
- Szymon Karbowy – Andy
- Adam Krylik – Jason
- Katarzyna Mogielnicka – Dulce
- Wiktoria Nakielska – Rose
- Bruno Owsikowski – Albert
- Joanna Pach-Żbikowska – Linda
- Kosma Press – Lewis
- Jakub Rutkowski – Jon Anthony
- Brygida Turowska – Dyrektorka Clark
- Antonina Żbikowska – Laurel
- Teresa Zdanowska – Ha-yoon
- Julia Kostow – Bethany
- Karol Jankiewicz – Kevin
- Magdalena Herman-Urbańska – Elfka strażniczka
- Modest Ruciński – Szef ochrony